# Ханой Хилтон
Хоало́ (вьет. Hỏa Lò, «Огненная печь», французское название тюрьмы было «Maison Centrale») — бывшая тюрьма, построенная французскими колониальными властями в 1896 году для содержания вьетнамских политзаключённых — противников колониализма; в настоящее время — музей и туристический объект в Ханое, Вьетнам.
Во время войны во Вьетнаме тюрьма использовалась северовьетнамскими властями для содержания пленных американских пилотов, которые дали ей прозвище «Хано́й Хи́лтон» (англ. Hanoi Hilton). Самым известным бывшим заключённым тюрьмы Хоало являлся американский политик Джон Маккейн.

## История

### Французский Индокитай
Тюрьма «Maison Centrale» была построена французскими колониальными властями в 1896 году. Была предназначена для содержания около 450 политических заключённых — противников французского колониального режима в Индокитае.

### Переименование
В 1954 году, после окончания Первой Индокитайской войны, ухода французов из Индокитая и образования двух независимых вьетнамских государств, тюрьма перешла под контроль северовьетнамских властей. Она была названа «Хоало» по названию улицы, на которой располагалась.

### Вторая Индокитайская война
В августе 1964 года авиация США совершила первый налёт на Демократическую Республику Вьетнам. Было сбито два самолёта и взят в плен младший лейтенант Эверетт Альвареc, который и стал первым американцем в Хоало. После начала регулярных бомбардировок в 1965 году в тюрьму начали прибывать другие лётчики. Поскольку США и Северный Вьетнам формально не находились в состоянии войны, северовьетнамские власти предпочитали называть пленных американцев преступниками и поначалу содержали их в тюрьме для уголовников вместо специального лагеря военнопленных.
Позднее американцев стали распределять по другим тюрьмам и лагерям в разных районах страны, но некоторая часть всегда содержалась в Хоало. Наиболее известными узниками тюрьмы были Дуглас Питерсон (в 1997 году ставший первым американским послом во Вьетнаме после возобновления дипломатических отношений между двумя странами), Джеймс Стокдэйл, Робби Риснер, Джон Маккейн. Из-за тяжёлых условий содержания американские лётчики дали Хоало ироническое прозвище «Ханой Хилтон», по аналогии с известными отелями сети Hilton Hotels. В 1972 году тюрьму посетила известная актриса и активистка антивоенного движения Джейн Фонда, впоследствии заявившая, что пленные американцы содержатся в хороших условиях.

#### Обвинения в пытках американских заключённых
Пытки американских военнопленных в Северном Вьетнаме происходили в период активного участия США во Вьетнамской войне в 1965—1973 годах.

### Тюрьма-музей
В 1990-е годы тюрьма была почти полностью снесена. На её территории было построено несколько коммерческих зданий, включая 25-этажный жилой дом. В сохранившемся караульном здании, находившемся у ворот тюрьмы, размещён музей истории тюрьмы.

## Отражение в культуре
- «Любя и воюя» (1987) — американский художественный фильм по книге бывшего заключённого тюрьмы Хоало Джеймса Стокдэйла.
- «Ханой Хилтон» (1987) — американский художественный фильм, снят по воспоминаниям бывших заключённых тюрьмы Хоало.

## Дополнительные факты
- В 1999 году в Ханое была открыта пятизвёздная гостиница сети «Хилтон», получившая название «Ханой Хилтон Опера».